# Colégio Militar de Salvador
O Colégio Militar de Salvador (CMS) é uma escola militar pública localizada em Salvador, Bahia, Brasil. Fundado em 1957, integra o Sistema Colégio Militar do Brasil (SCMB), subordinado à Diretoria de Educação Preparatória e Assistencial (DEPA) do Exército Brasileiro. Atende cerca de 1.500 alunos nos ensinos fundamental II e médio, sendo reconhecido por sua excelência acadêmica e formação integral. Foi a primeira instituição do SCMB a implementar o ensino integral, em 2022, para alunos a partir do 6º ano.

## História
O CMS foi fundado em 28 de janeiro de 1957, pelo Decreto nº 40.843, assinado pelo presidente Juscelino Kubitschek. Inicialmente, funcionou de forma provisória na Rua Agripino Dórea, nº 26, no bairro de Pitangueiras, em um prédio do Instituto de Preservação e Reforma do Estado. Suas atividades começaram oficialmente em 5 de abril de 1957, sob o comando do Coronel Alfredo Moacir de Mendonça Uchôa.
Em 2 de julho de 1961, o CMS foi transferido para sua sede definitiva no bairro da Pituba, com a presença de autoridades como o governador Antônio Balbino e o Ministro da Guerra Henrique Teixeira Lott. Foi desativado em 1989, mas reaberto em 1994, por meio de um convênio entre o Exército Brasileiro e o Governo da Bahia, sob a gestão do Coronel Oliveira Freitas e apoio do governador Antônio Carlos Magalhães. Em 1999, recebeu a Ordem do Mérito Militar, condecoração concedida pelo presidente Fernando Henrique Cardoso.

## Subordinação
O CMS é subordinado à DEPA, órgão do Exército Brasileiro responsável pela gestão do SCMB, sediada no Rio de Janeiro.

## Comandante Atual
O atual comandante do CMS é o Coronel Marcos Aurélio de Lima Oliveira, conforme informações oficiais do colégio.

## Ex-Comandantes
A lista de ex-comandantes do CMS inclui nomes como o Coronel Alfredo Moacir de Mendonça Uchôa (1957–1961), primeiro comandante, e o Coronel Oliveira Freitas (1994), responsável pela reativação.

## Estrutura
O CMS está localizado no bairro da Pituba, ocupando uma área com salas de aula, laboratórios de informática, ciências e idiomas, e uma biblioteca bem equipada. Possui instalações esportivas, como campo de futebol e ginásio, além de espaços para atividades culturais e cívicas. Conta com cerca de 100 professores e 150 funcionários.

## Projeto Pedagógico
O CMS segue o currículo do SCMB, alinhado à Base Nacional Comum Curricular (BNCC) e à Lei de Diretrizes e Bases da Educação (LDB), com disciplinas como Matemática, Português e Educação Moral e Cívica (EMC), que promove valores éticos e patrióticos. Durante a pandemia de Covid-19 (2020), adotou o ensino híbrido via Ambiente Virtual de Aprendizagem (AVA), conforme diretriz da DEPA. O ensino de inglês é ministrado por níveis, incentivando a fluência oral.

## Processo Seletivo
O ingresso no CMS ocorre por concurso público anual, com vagas para o 6º ano do ensino fundamental e 1º ano do ensino médio. O processo exige provas de Matemática e Português (mínimo de 50% em cada), além de exames médicos. Dependentes de militares têm vagas reservadas por amparo legal.

## Desempenho Acadêmico
O CMS destaca-se em olimpíadas nacionais, como a Olimpíada Brasileira de Matemática (OBM) e a Olimpíada Brasileira de Matemática das Escolas Públicas (OBMEP), além de competições estaduais. No ENEM de 2013 e 2016, foi a escola pública com melhor desempenho na Bahia, com médias acima de 580 pontos.

## Símbolos e Tradições
O CMS possui símbolos como o brasão e uniformes regulamentados, que refletem sua identidade militar. Promove atividades cívicas e eventos como a Semana da Pátria, reforçando valores patrióticos.

## Corpo de Alunos
Organizado em Companhias de Alunos, o corpo discente segue uma estrutura hierárquica militar, com apoio da Secretaria do Corpo de Alunos (Aj C Alu).